# Дін Кеймен
Дін Кеймен (англ. Dean L. Kamen; рід. 5 квітня 1951, Нью-Йорк) — американський винахідник, президент науково-дослідницької компанії DEKA, автор ідеї самоката на гіроскопах «Сеґвей».

## Життєпис
Дін, один з чотирьох дітей, народився в єврейській родині Джека і Евелін Кеймен у нью-йоркському районі Лонг-Айленд.
Його батько, Джек Кеймен (1920—2008) був ілюстратором коміксів.
Старший брат Діна — Бартон, професор педіатрії та фармакології, керував онкологічною клінікою в Нью-Джерсі (Ратґерський інститут раку в Нью-Джерсі).
Дін ще школярем розробив світломузичну систему. Навчався у Вустерському політехнічному інституті, але не закінчив його.
Починав як винахідник медичних приладів: автоматичний шприц для хворих діабетом, який чіпляється на пояс і робить уколи в певний час; апарат для діалізу, яким лікар може керувати по телефону тощо.
Заснував компанію DEKA Research & Development Corp. Став всесвітньо відомим як винахідник електросамоката «Сеґвей».
Створив удосконалене інвалідне крісло на гіроскопах.
1989 року Дін Кеймен заснував компанію FIRST, щоб надихнути студентів на розробки в галузі проєктування та освоєння нових технологій. Від 1992 року компанія FIRST щорічно проводить конкурс з робототехніки.